# Gough-sziget

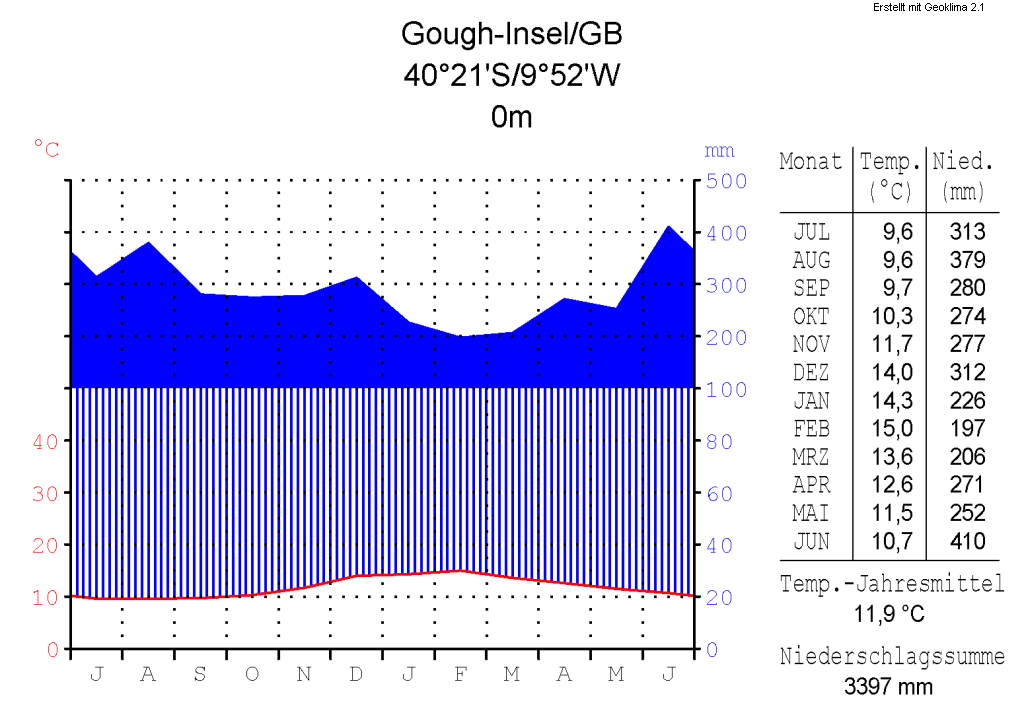
Éghajlati diagram

A Gough-sziget (ejtsd: gof) az Atlanti-óceán déli részén található, vulkanikus eredetű, szubarktikus klímájú sziget. Az őt körülvevő kisebb szigetek és szirtek között 910 m magasra emelkedik a tengerszint fölé. A Tristan da Cunha szigetcsoporthoz tartozik, nevét Charles Gough-ról kapta, aki 1731-ben (újra) felfedezte. Bár a 65 km² területű sziget az Egyesült Királyság tengerentúli területe, 1956 óta a Dél-afrikai Köztársaság működtet meteorológiai állomást a szigeten. Állandó lakosa nincs, csupán néhány elszánt meteorológus él a szigeten, akik a gyakori viharokat, özönvízszerű esőzéseket figyelik.

## Élővilága
A zord időjárás miatt a növényzet gyér és egyhangú: törpecserjék, tőzegmohák és fűfélék. Kétéltűek és hüllők nincsenek, az emlősöket a behurcolt házi egér képviseli, amely nagy károkat tud okozni az eredeti élővilágban. A sziget a világörökség listájára való felkerülését ugyanis annak köszönheti, hogy itt található a világ legjelentősebb tengeri madártelepe: több mint 50 féle madárfaj fészkel a szigeten, közülük csak itt él az atlanti vízityúk és a Gough-sármánypinty. A sziklapárkányokon az aranybóbitás pingvin mellett olyan ritka tengeri madarak fészkelnek, mint a vándoralbatrosz és az északi óriáshojsza.